# 田中優里
田中 優里（たなか ゆうり、1988年9月1日 - ）は岐阜県出身の女子バスケットボール選手である。ポジションはフォワード。富士通レッドウェーブ所属の田中沙季は双子の妹。

## 人物
岐阜市立島中学校でバスケを始め、岐阜女子高校で主将としてウィンターカップ準優勝に導きベスト5も受賞。
2007年、富士通に入社。
2009年退団、トヨタ紡織サンシャインラビッツのアシスタントマネージャーに転身と報道されているが、実際には同姓同名の別人

## 経歴
- 岐阜女子高校 - 富士通（2007年〜2009年）